# Baobab Ombalantu
Le baobab Ombalantu, également connu sous le nom d'arbre de vie ou Omukwa waaMbalantu, est un baobab géant de l'espèce Adansonia digitata, situé à Outapi au nord de la Namibie sur la route principale M123 menant à Tsandi. Il fait 28 m de hauteur et 26,5 m de circonférence. On estime qu'il a 800 ans.
Une porte a été installée sur le tronc d'arbre, dans lequel environ 35 personnes peuvent se tenir. Il a servi de chapelle, de bureau de poste, de maison et de cachette au cours  de l'histoire namibienne. De nos jours, l'arbre est une attraction touristique. Depuis décembre 2004 il existe une exposition présentant son histoire et son rôle pour la communauté Owambo, ainsi que l'histoire de la lutte namibienne pour l'indépendance.